# Zoroides
Zoroides is een monotypisch geslacht van spinnen uit de  familie van de Zoridae (stekelpootspinnen).

## Soort
- Zoroides dalmasi Berland, 1924